# Bernard Pariset
Pour les articles homonymes, voir Pariset.
Bernard Pariset (né le 21 décembre 1929 à Pantin - mort le 26 novembre 2004 à Mailly-le-Château) est un judoka français.

## Biographie
Bernard Pariset a été champion de France toutes catégories en 1955, 1957 et 1959, champion d'Europe des premiers Dan en 1951, des troisièmes Dan en 1954 après avoir battu en finale le mythique Anton Geesink. Il a été le premier français, avec Henri Courtine, à participer aux premiers championnats du monde de judo en 1956. Il a également été demi-finaliste des championnats du monde en 1958 à Tokyo.
Dirigeant sportif depuis la fin de sa carrière, également entraîneur national, Bernard Pariset a été, avec son ami Henri Courtine, le  premier judoka français, à être élevé au grade de neuvième Dan, le 9 décembre 1994.
L'ancien champion de judo est mort le 26 novembre 2004 à l'âge de 75 ans. Il a eu un fils, Eric Pariset, lui-même pratiquant de judo et devenu ultérieurement une référence internationale en ju-jitsu.